# Orthocladius mariellae
Orthocladius mariellae är en tvåvingeart som beskrevs av Rossaro 1991. Orthocladius mariellae ingår i släktet Orthocladius och familjen fjädermyggor.
Artens utbredningsområde är Italien. Inga underarter finns listade i Catalogue of Life.